# Ден Володимир Едуардович
Володимир Едуардович Ден (нім. Wladimir Alexander Ludwig von Dehn; 1867—1933) — російський економіко-географ і статистик.

## Життєпис
Народився 15 грудня 1867 року в Санкт-Петербурзі у родині німецького походження — рід Ден (нім. Daehn, Dehn), що відомий у Ревелі з середини XVII століття.
У 1890 закінчив юридичний факультет Московського університету, далі поїхав до Німеччини на дворічне стажування. У 1894 склав іспити з політекономії, статистики та фінансового права в Московському університеті і отримав ступінь магістра.
Після служби у Міністерстві фінансів (1895—1897) знову переїжджає до Москви, де викладав комерційну географію та історію торгівлі в Олександрівському комерційному ліцеї. У 1898 став доцентом Московського університету, де читав курси «Господарська історія Росії XIX століття» і «Форми господарства в їх історичному розвитку». У 1902 році Ден знову повертається до Петербурга і стає засновником першої в країні кафедри економічної географії в Політехнічному інституті, де займався науковою та викладацькою роботою аж до виходу у відставку в 1931 році.
За відносно короткий період свого завідування кафедрою з 1918 по 1929 В. Е. Ден встиг зробити дуже багато. Він заклав наукові основи підготовки економіко-географів вищої кваліфікації, затребуваних науковими і проектними організаціями, загальноосвітніми та вищими навчальними закладами. В. Е. Ден підготував перші підручники з економічної географії і перший навчальний посібник з економічної географії СРСР, що мало в ті початкові етапи становлення наукової дисципліни велике значення. В основному, вони були присвячені географії окремих галузей народного господарства.
Протягом 1920-х років мала місце полеміка між галузево-статистичною школою В.Е Дена і прихильниками «районного напрямку» (С. В. Бернштейн-Коган, М. М. Баранський, А. О. Григор 'єв та ін.). З початку 1930-х, як і в усьому СРСР, починається планомірний розгром створеного Володимиром Деном галузево-статистичного наукового напрямку. У 1929 році Ден покидає пост завідувача кафедрою економічної географії, його наступник на посаді Генріх Мебус у 1931 році після виклику на допит наклав на себе руки. Після цього на посаду завідувача кафедри був призначений М. П. Богданчиков, колишній викладач військового вишу. Книги Дена перестали видаватися і перевидатися, а його погляди були оголошені помилковими і шкідливими для науки як такі, що «дискредитують ідеї соціалістичного будівництва». У написаній в 1935 доповідній записці УНКВС наукова школа Дена підозрюється в потуранні антирадянської діяльності.
Син вченого Н. В. Ден був заарештований за сфабрикованою справою (незабаром справу було припинено, а Н. В. Ден звільнений). На початку 1930-х був репресований інший видатний економіст, колишній учень, опонент і колега Дена по Політеху С. В. Бернштейн-Коган. Трохи пізніше був засуджений і розстріляний інший учень — економіст Леонід Юровський. Ряд послідовників Дена були або відсторонені від наукової роботи (Марк Вольф), або змушені відмовитися від колишніх поглядів (Веніамін Клупт, Віктор Штейн, Олександр Брейтерман, Григорій Невельштейн). Перша публікація про Володимира Дена після 1930-х з'явилася тільки в 1949 році, проте його книги більше ніколи не перевидавалися, а внесок у науку замовчувався.

## Родинні зв'язки
Батько — генерал-лейтенант Едуард Олександрович (1828—1894), в 1868—1877 командував 3-ім гренадерський Перновским полком, а в 1877—1885 командував 1-ю бригадою 1-ї гренадерської дивізії в Москві.

## Основні праці
- «рос. Население России по пятой ревизии» (1902)
- «Про форми підприємства», (1907)
- «Бавовництво та бавовняна промисловість», (1907)
- «Нариси з економічної географії, ч. 1. Сільське господарство», (1908)
- «Кам'яновугільна і залізоплавильна промисловість», (1908)
- «Положення Росії в світовому господарстві (аналіз довоєнного російського експорту)», (1922)
- «Нова Європа», (1922)
- «Курс економічної географії», (1924), підручник для ВНЗ
- «Джерела найважливіших галузей господарської статистики СРСР» (1926)